# ウーリッジ
ウーリッジ、ウリッジ (Woolwich [ˈwʊlɪtʃ, ˈwʊlɪdʒ]) は、ロンドン東部グリニッジ・ロンドン特別区にある地区。

## 交通
ナショナルレール・ウーリッジ・アーセナル駅など

## 主な施設
かつて、ウーリッジ兵器廠や王立陸軍士官学校が設置されていたことで知られる。